# Gornja Crnišava
Gornja Crnišava (cyr. Горња Црнишава) – wieś w Serbii, w okręgu rasińskim, w gminie Trstenik. W 2011 roku liczyła 400 mieszkańców.